# Niklas Stark
Niklas Stark (Neustadt an der Aisch, 14 aprile 1995) è un calciatore tedesco, difensore del Werder Brema.

## Caratteristiche tecniche
Dopo avere iniziato la sua carriera nel ruolo di centrocampista, è stato spostato nel ruolo di difensore centrale. Bravo nell'impostare l'azione, sa farsi valere anche nei contrasti e nel gioco aereo.

## Carriera

### Club
Proviene dalle giovanili del Norimberga.
Esordisce in prima squadra il 27 aprile 2013, all'età di 18 anni, contro l'Hoffenheim, e realizza altre 2 presenze in Bundesliga nel finale della stagione 2012-13.
Nella stagione 2013-14 realizza 21 presenze in Bundesliga, di cui 15 da titolare, rimanendo tra l'altro fermo da dicembre a febbraio per un problema agli adduttori. Non riesce ad evitare la retrocessione del Norimberga, che chiude la Bundesliga al penultimo posto.
Nella stagione 2014-15 realizza 26 presenze (20 da titolare) nella Serie B tedesca, ma il Norimberga non riesce ad ottenere l'immediata promozione e mantiene la categoria.
Il 24 agosto 2015 si trasferisce a titolo definitivo all'Hertha Berlino per 3 milioni di euro.
Nel 2015-16 realizza 21 presenze (15 da titolare) alla sua prima stagione nella nuova squadra, rimanendo oltretutto fermo da metà ottobre a fine dicembre per un problema all'inguine. Grande stagione per l'Hertha, che termina in semifinale di DFB-Pokal (sconfitta con il Dortmund) e raggiunge il 7 posto in classifica, con la conseguente qualifica alla successiva edizione (2016-17) dell'UEFA Europa League. L'avventura europea terminerà al terzo turno preliminare, con l'eliminazione ad opera dei danesi del Brondby.
Nella stagione 2016-17 realizza 27 presenze (tutte da titolare) in campionato con l'Hertha, che termina la stagione al 6 posto, raggiungendo per il secondo anno consecutivo la qualificazione in Europa League, questa volta direttamente ai gironi.
Nella stagione 2017-18 debutta nei gironi di Europa League, con Athletic Bilbao, Östersunds e Zorja. L'Hertha si fermerà a questa fase, ottenendo una sola vittoria in 6 partite. In campionato realizza 26 presenze, ma non riesce a centrare una nuova qualificazione europea, dato che l'Hertha termina la Bundesliga al 10 posto.
Nella stagione 2018-19 realizza 22 presenze in campionato.

### Nazionale
Nazionale tedesco a partire dall'Under 17, ottiene sicuramente i risultati migliori (per ora) con la selezione Under 21.
Nel giugno 2017, viene convocato dal CT Stefan Kuntz agli Europei Under 21 in Polonia, vinti proprio dalla Germania in finale contro la Spagna con gol di Mitchell Weiser. Stark è grande protagonista, e gioca da titolare 4 partite su 5 al centro della difesa, in coppia con Marc-Oliver Kempf. È costretto solo a saltare la semifinale contro l'Inghilterra (a causa di una contusione), dove viene sostituito da Gideon Jung.
È stato convocato per la prima volta in nazionale maggiore nel marzo 2019, esordendo il 19 novembre dello stesso anno nel successo per 6-1 contro l'Irlanda del Nord.

### Presenze e reti nei club
Statistiche aggiornate al 27 maggio 2023.
| Stagione              | Squadra               | Campionato            | Campionato | Campionato | Coppe nazionali | Coppe nazionali | Coppe nazionali | Coppe continentali | Coppe continentali | Coppe continentali | Altre coppe | Altre coppe | Altre coppe | Totale | Totale |
| Stagione              | Squadra               | Comp                  | Pres       | Reti       | Comp            | Pres            | Reti            | Comp               | Pres               | Reti               | Comp        | Pres        | Reti        | Pres   | Reti   |
| --------------------- | --------------------- | --------------------- | ---------- | ---------- | --------------- | --------------- | --------------- | ------------------ | ------------------ | ------------------ | ----------- | ----------- | ----------- | ------ | ------ |
| 2012-2013             | Norimberga            | BL                    | 3          | 0          | CG              | 0               | 0               | -                  | -                  | -                  | -           | -           | -           | 3      | 0      |
| 2013-2014             | Norimberga            | BL                    | 21         | 0          | CG              | 0               | 0               | -                  | -                  | -                  | -           | -           | -           | 21     | 0      |
| 2014-2015             | Norimberga            | 2.B                   | 26         | 2          | CG              | 1               | 0               | -                  | -                  | -                  | -           | -           | -           | 27     | 2      |
| ago. 2015             | Norimberga            | 2.B                   | 4          | 1          | CG              | 1               | 0               | -                  | -                  | -                  | -           | -           | -           | 5      | 1      |
| Totale Norimberga     | Totale Norimberga     | Totale Norimberga     | 54         | 3          |                 | 2               | 0               |                    | -                  | -                  |             | -           | -           | 56     | 3      |
| sett. 2015-2016       | Hertha Berlino        | BL                    | 21         | 2          | CG              | 2               | 0               | -                  | -                  | -                  | -           | -           | -           | 23     | 2      |
| 2016-2017             | Hertha Berlino        | BL                    | 27         | 1          | CG              | 3               | 0               | UEL                | 2                  | 0                  | -           | -           | -           | 32     | 1      |
| 2017-2018             | Hertha Berlino        | BL                    | 26         | 1          | CG              | 1               | 1               | UEL                | 4                  | 0                  | -           | -           | -           | 31     | 2      |
| 2018-2019             | Hertha Berlino        | BL                    | 22         | 1          | CG              | 3               | 0               | -                  | -                  | -                  | -           | -           | -           | 25     | 1      |
| 2019-2020             | Hertha Berlino        | BL                    | 21         | 1          | CG              | 3               | 0               | -                  | -                  | -                  | -           | -           | -           | 24     | 1      |
| 2020-2021             | Hertha Berlino        | BL                    | 33         | 0          | CG              | 1               | 0               | -                  | -                  | -                  | -           | -           | -           | 34     | 0      |
| 2021-2022             | Hertha Berlino        | BL                    | 26+2       | 1+0        | CG              | 2               | 0               | -                  | -                  | -                  | -           | -           | -           | 30     | 1      |
| Totale Hertha Berlino | Totale Hertha Berlino | Totale Hertha Berlino | 176+2      | 7          |                 | 15              | 1               |                    | 6                  | 0                  |             | -           | -           | 199    | 8      |
| 2022-2023             | Werder Brema          | BL                    | 27         | 0          | CG              | 1               | 0               | -                  | -                  | -                  | -           | -           | -           | 28     | 0      |
| Totale carriera       | Totale carriera       | Totale carriera       | 259        | 10         |                 | 18              | 1               |                    | 6                  | 0                  |             | -           | -           | 283    | 11     |

### Cronologia presenze e reti in nazionale
| Cronologia completa delle presenze e delle reti in nazionale ― Germania | Cronologia completa delle presenze e delle reti in nazionale ― Germania | Cronologia completa delle presenze e delle reti in nazionale ― Germania | Cronologia completa delle presenze e delle reti in nazionale ― Germania | Cronologia completa delle presenze e delle reti in nazionale ― Germania | Cronologia completa delle presenze e delle reti in nazionale ― Germania | Cronologia completa delle presenze e delle reti in nazionale ― Germania | Cronologia completa delle presenze e delle reti in nazionale ― Germania |
| Data                                                                    | Città                                                                   | In casa                                                                 | Risultato                                                               | Ospiti                                                                  | Competizione                                                            | Reti                                                                    | Note                                                                    |
| ----------------------------------------------------------------------- | ----------------------------------------------------------------------- | ----------------------------------------------------------------------- | ----------------------------------------------------------------------- | ----------------------------------------------------------------------- | ----------------------------------------------------------------------- | ----------------------------------------------------------------------- | ----------------------------------------------------------------------- |
| 19-11-2019                                                              | Francoforte sul Meno                                                    | Germania                                                                | 6 – 1                                                                   | Irlanda del Nord                                                        | Qual. Euro 2020                                                         | -                                                                       | 75’                                                                     |
| 7-10-2020                                                               | Colonia                                                                 | Germania                                                                | 3 – 3                                                                   | Turchia                                                                 | Amichevole                                                              | -                                                                       | 85’                                                                     |
| Totale                                                                  |                                                                         | Presenze                                                                | 2                                                                       |                                                                         | Reti                                                                    | 0                                                                       |                                                                         |

## Palmarès

### Nazionale
- Campionato d'Europa Under-19: 1

Ungheria 2014
- Campionato d'Europa Under-21: 1

Polonia 2017

### Individuale
- Fritz-Walter-Medaille: 1

2014 (Under-19)
- Selezione UEFA dell'Europeo Under-21: 1

Polonia 2017